# Rathaus Le Havre

Rathaus Le Havre, 2019

Blick von Südwesten

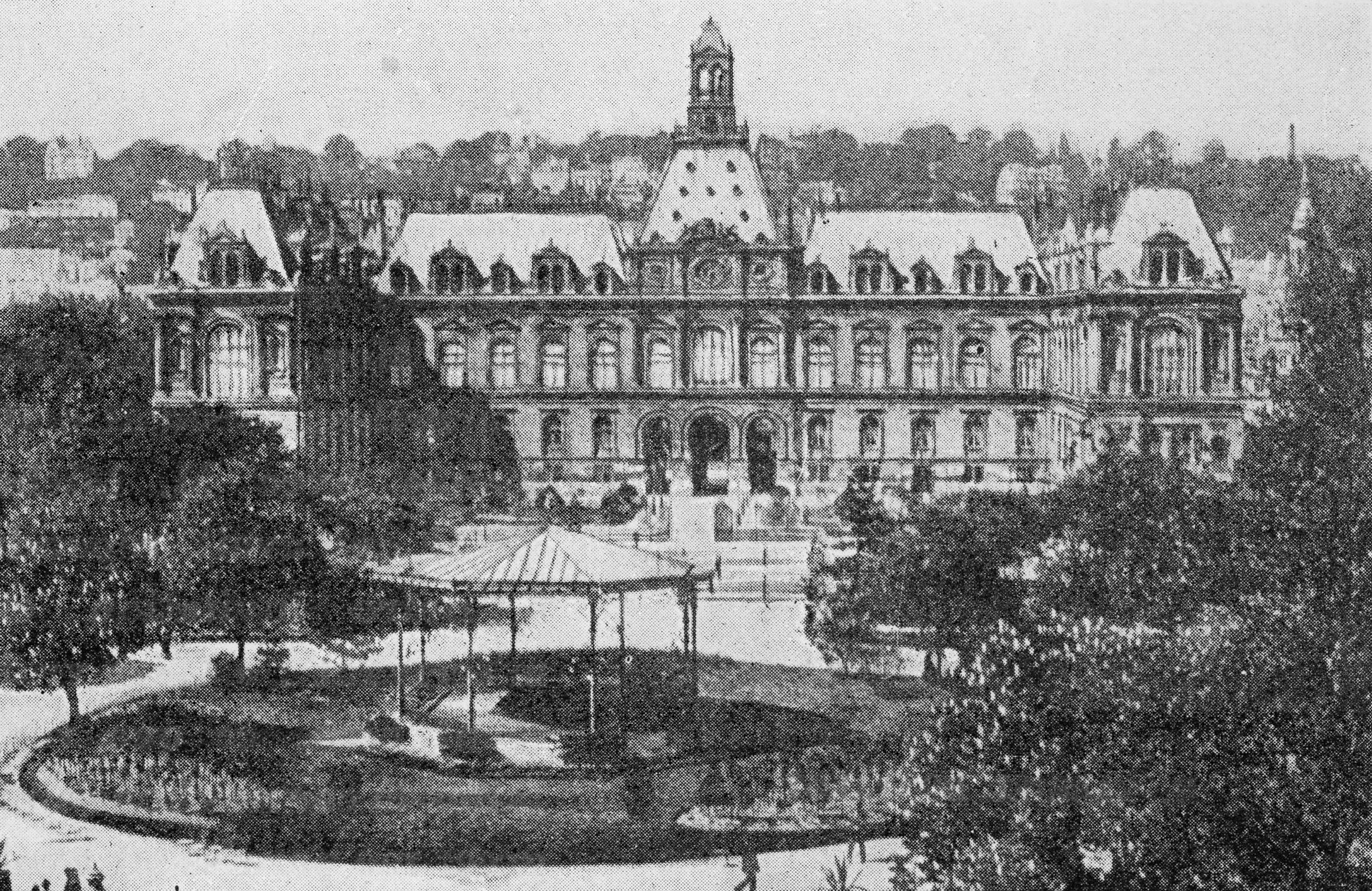
Vorgängerbau im Jahr 1909

Das Rathaus Le Havre (französisch Hôtel de ville du Havre) ist das denkmalgeschützte Rathaus von Le Havre in Frankreich.

## Lage
Es befindet sich ortsbildprägend im Zentrum der Stadt und nimmt die Nordseite des Place de l'Hôtel de ville ein.

## Architektur und Geschichte
Das Rathaus entstand am Ort eines 1859 errichteten Vorgängerbaus. Für die Gestaltung des nach den Zerstörungen des Zweiten Weltkrieges wiederaufzubauenden Rathauses, gab es unterschiedliche Pläne. Eine Idee war der Wiederaufbau in Anlehnung an die historische Architektur. Nachdem 1948 die benachbarten, in einer modernen Architektursprache neu errichten Wohnhäuser Gestalt annahmen, setzte sich jedoch die Auffassung durch, auch das Rathaus in moderner Form zu bauen. Der Architekt Auguste Perret entwarf 1949 einen langgestreckten Baukörper, mit einem Rathausturm an der Westseite. Am Turm entzündete sich jedoch Kritik, so dass Perret sich, nach 20 vorgelegten Entwürfen, bereit zeigte, einen turmlosen Entwurf vorzulegen. Nach Perrets Tod im Jahr 1954 führte Jacques Tournant das Projekt weiter und setzte auch den Westturm durch.
Es entstand ein 143 Meter langes, in West-Ost-Richtung ausgerichtetes Gebäude. Die tragenden Elemente sind aus Stahlbeton erstellt. Die übrigen Elemente bestehen aus Beton in unterschiedlicher Farbgebung und Beschaffenheit.
Sowohl im Westen als auch im Osten sind Querflügel angefügt. Im östlichen Flügel ist ein Theater untergebracht, der Westflügel dient als Verbindung zum Rathausturm. Der Turm ist weithin, auch vom Meer aus, als Wahrzeichen der Stadt sichtbar. Er hat 18 Stockwerke, ist 72,2 Meter hoch und verfügt über einen quadratischen Grundriss mit einer Kantenlänge von 19 Metern. 
Die Rathausfassade wird von 16 Pfeilern, vor dem Untergeschoss, bzw. 13 Meter hohen, sich verjüngenden kannelierten Säulen, vor dem Obergeschoss, geprägt, die sich vom Boden bis zum Gesims durchziehen. Die Betonsäulen dienen der Ableitung von Regenwasser und waren vor Ort gegossen worden. Zwischen den Säulen sind jeweils hohe rechteckige Fenster angeordnet. Der Mittelbau hat eine Länge von 92 Metern.
Die Einweihung des Rathauses erfolgte am 14. Juli 1958.
Im Gebäudeinneren befindet sich unter anderem der Ratssaal. An der Südwand des Saals hängt seit 1966 ein 1958 von Jean Lurçat geschaffener Wandteppich. Der 5,9 mal 4,4 Meter große Teppich heißt Feuer und Wasser (L’Eau et le Feu) und ist Teil einer nicht vollendeten Serie Lied der Erde (Chant du Monde). Ein abgebildeter Salamander, der der Legende nach durchs Feuer laufen kann, ist ein Symbol für den Begründer Le Havres, Franz I.